# 上地和彦
上地 和彦（うえち かずひこ、1964年4月4日 - ）は、沖縄県出身の元プロ野球選手（内野手）。

## 来歴・人物
二松學舍大附高では、3年次春に第54回選抜高等学校野球大会に出場。4番打者として出場し、PL学園高との決勝戦では本塁打を放つも、チームは2-15で大敗し準優勝に終わる。
1982年のプロ野球ドラフト会議でヤクルトスワローズから5位指名を受け入団。
一軍出場のないまま、1985年限りで現役を引退。

## 詳細情報

### 年度別成績
- 一軍公式戦出場なし

### 背番号
- 47 （1983年 - 1985年）